# Arctosa laccophila
Arctosa laccophila är en spindelart som först beskrevs av Simon 1910.  Arctosa laccophila ingår i släktet Arctosa och familjen vargspindlar.
Artens utbredningsområde är Guinea-Bissau. Inga underarter finns listade i Catalogue of Life.